# Simulium upikae
Simulium upikae es una especie de insecto del género Simulium, familia Simuliidae, orden Diptera.

## Distribución
Se distribuye por Java.

## Taxonomía
Fue descrita científicamente por Takaoka & Davies, 1996.